# 2302 Florya
A 2302 Florya (ideiglenes jelöléssel 1972 TL2) a Naprendszer kisbolygóövében található aszteroida. Nikolai Efimovich Kurochkin fedezte fel 1972. október 2-án.